# Acoplamiento vibrónico
Se llama acoplamiento vibrónico (en moléculas discretas) o acoplamiento electrón-fonón (en sistemas cristales o sistemas bi- o tridimensionales) a la interacción entre estados electrónicos y estados vibracionales (o fonones). Se le ha llamado también efecto pseudo-Jahn-Teller, por su relación conceptual con el conocido efecto Jahn-Teller.
Este acoplamiento tiene consecuencias perceptibles en las propiedades ópticas, magnéticas y de localización-deslocalización electrónica en la molécula. Ópticamente, la banda de intervalencia que presentan los compuestos de valencia mixta se hace más compleja y adquiere una estructura por el acoplamiento vibrónico. También el acoplamiento magnético se ve afectado, si hay electrones desapareados en el sistema. Dependiendo del tipo de acoplamiento vibrónico que predomine, la deslocalización electrónica puede verse intensificada o amortiguada.

## Modelos de acoplamiento vibrónico
Se han desarrollado varios modelos para la descripción del acoplamiento vibrónico, entre ellos:
- Modelo de Hush: Relativamente sencillo, describe las consecuencias ópticas del acoplamiento vibrónico, y relaciona la posición y la intensidad de la banda de intervalencia con parámetros microscópicos.
- Modelo de Piepho-Krausz-Schatz (PKS): Se basa en las vibraciones locales, alrededor del centro electroactivo. Es un tratamiento cuántico, de forma que genera funciones de onda explícitas.
- Modelo de Piepho: Se basa en las vibraciones que modifican las distancias entre los centros electroactivos. Es un tratamiento cuántico, de forma que genera funciones de onda explícitas.